# Thomas Denver Jonsson
Thomas Denver Jonsson (född 1979) är en musiker från Grums.

## Diskografi

### Album
- 2003 – I Never Heard Her Sing (The Topeka Twins)
- 2003 – Hope to Her
- 2005 – Barely Touching It
- 2007 – The Lake Acts Like an Ocean
- 2007 – A Perfect Friend (A Perfect Friend)
- 2009 – Timber And Modern Way (A Perfect Friend)
- 2009 – Swim, Swam, Swan (The Topeka Twins)
- 2010 – Arctic (I'm Kingfisher)

### EP
- 2003 – Then I Kissed Her Softly
- 2004 – First in Line
- 2003 – Hope to Her